# 原姓
原姓是一個中文姓氏。

## 人口
中国姓氏排行第二百七十三位，约占全国汉族人口的百分之零点零二。

## 起源
- 少康後裔。夏朝之时，夏天子少康迁徙往原国（国在远古时代为部落的意思），一些后人以国为氏。
- 周文王後裔。据《姓氏急就篇》所载，周文王十六子封于原国（故城在今河南济源西北），号原伯，春秋时晋国灭原，子孙以国为氏。
- 原轸後裔。春秋时晋灭原，以封先轸，因号原轸，其后以邑为氏。
- 原知感後裔。据《旧五代史》所载，后唐明宗时有蕃人锡里扎拉，赐姓原，名知感。
- 鮮卑族的源姓改姓。
- 元代蒙古人汉化改姓。

## 繁衍播迁
原姓起源于今河南济源，虽两支源出不同的原姓并行天下，但其得姓地却是一样的，只不过其得姓时间有前后罢了。
公元前635年，原国下传至原伯贯时被晋所灭，晋王迁原伯贯于冀（今山西稷山），封先轸于原。原伯贯之嫡传仕周（都今河南洛阳），爵位依旧为伯，见诸史册者有原伯绞、原伯鲁，公元前520年左右，景王大夫原伯鲁二子子参与子朝因叛乱被杀，原氏遂亡。
春秋之际，见诸史册之原姓尚有陈国（都今河南淮阳）大夫原仲，孔子弟子、鲁国（都今山东曲阜）人原亢、原宪以及孔子故旧原壤，郑国（都今河南新郑）大夫原繁等，加之原轸之后在三家分晋后入仕赵（都今河北邯郸）等国，使得原姓很早就祁于黄河中下游各地。

## 延伸阅读
[在维基数据编辑]
 《欽定古今圖書集成·明倫彙編·氏族典·原姓部》，出自陈梦雷《古今圖書集成》